# Enicospilus trilineatus
Enicospilus trilineatus là một loài tò vò trong họ Ichneumonidae.